# Пуголовка Рагімова
Пуголовка Рагімова (Benthophilus ragimovi) — глибоководний вид риб з родини бичкових (Gobiidae). Зустрічається вздовж західних берегів Каспія від острова Чечень до Астари. Мешкає на глибинах 30–200 м при солоності 11–13,2‰.
Вид названий на честь азербайджанського іхтіолога — Рагімова Дадаша Бахман-огли.